# ناشناخته (فیلم ۱۹۶۹)
ناشناخته (به هندی: Anjaana) و  (به انگلیسی: Unknown) فیلمی هندی محصول سال ۱۹۶۹ و به کارگردانی موهان کومار است. در این فیلم بازیگرانی همچون راجندرا کومار، بابیتا، نیروپا روی، پران و پریم چوپرا ایفای نقش کرده‌اند.